# Теорема Ампера (об эквивалентности магнитного поля тока и магнитного листка)
Теорема Ампера — теорема об эквивалентности магнитного поля тока и магнитного листка.

## Предпосылки для теоремы
До открытия магнитного поля порождаемого токами считалось, что источником поля являются особые субстанции - северного и южного магнетизма, взаимодействующие по закону Кулона. Однако магнитные заряды не были найдены. Ампер выдвинул гипотезу, согласно которой единственным источником магнитного поля должны являться токи. К обычным - макроскопическим токам Ампер добавил молекулярные токи. Впоследствии было выяснено, что это движущиеся электроны и ядра. Таким образом, была сформулирована теорема Ампера, связывающая несуществующие магнитные заряды и магнитное поле.

## Понятие магнитных листков
Так называемые магнитные листки - это слои фиктивных магнитных диполей, образующих двойной магнитный слой. Следует отметить, что магнитные диполи являются неразрывными. Кроме того магнитные диполи можно считать элементарными контурами с током.

## Формулировка
Суть теоремы заключалась в следующем: Пусть по замкнутому контуру на поверхности S течет ток I. Тогда можно разбить поверхность на сколь угодно малые участки dS и представить, что по каждому участку текут свои токи I.  В силу суперпозиции Магнитное поле, создаваемое такими токами эквивалентно полю создаваемому общим контуром S. С другой стороны каждый контур эквивалент магнитного диполя со своим дипольным моментом. То есть поле можно рассматривать как порождаемое попарно связанными магнитными зарядами.